# Cacciamali (azienda)
Cacciamali S.p.A. è stata un'azienda italiana produttrice di carrozzerie per automezzi commerciali.

## Storia
L'azienda venne fondata da Angelo e Sergio Cacciamali a Mairano, in provincia di Brescia, nel 1974. Sin dall'inizio l'azienda ha concentrato la sua attività sulla produzione di carrozzerie per scuolabus e autobus, collaborando inoltre con la OM di Brescia e la Ruggeri di Montichiari.

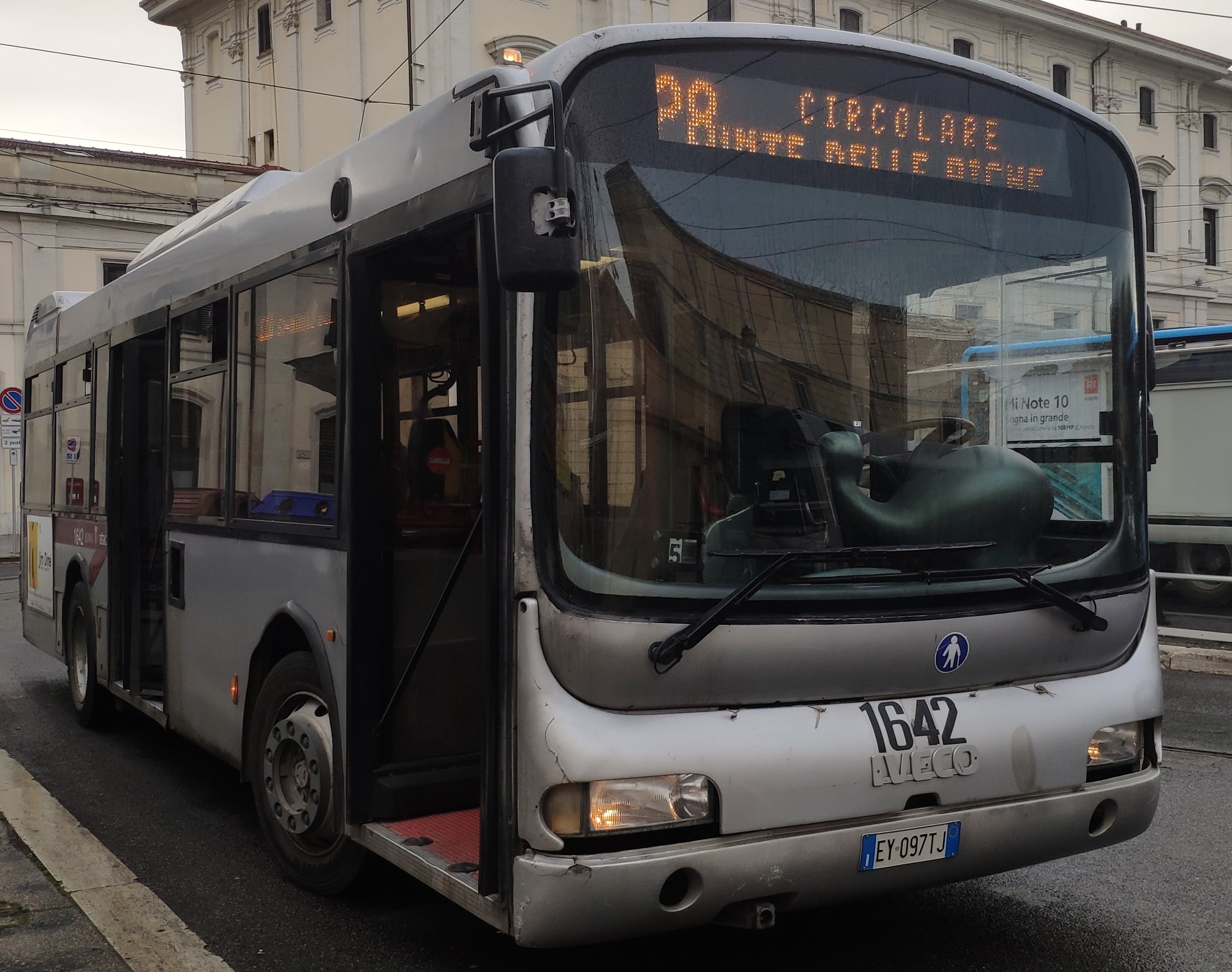
Iveco EuroPolis di ATAC (Roma) con carrozzeria Cacciamali

A partire dagli anni '80 la Cacciamali ha lavorato sulla produzione di mezzi esclusivamente su telaio Iveco, acquistando nei primi anni '90 la concorrente bresciana Portesi. L'acquisto ha portato vari progetti in corso, tra cui quello dell'Albatros, autobus turistico costruito su telaio Iveco 370, e quello del Civibus, da cui verrà poi sviluppato il TCM 890.
Negli anni '90 l'azienda è protagonista sulla scena italiana dei minibus a pianale ribassato, grazie ai modelli TCM 890 e TCC 635, ma è nel 1998 che viene presentato l'EuroPolis, modello di maggior successo della casa. Il nuovo mezzo viene venduto nelle taglie di 9,2 metri (TCM920) e 10,5 metri (TCN105), ma successivamente il progetto verrà acquistato dalla Iveco (poi Irisbus) che ne lascerà la produzione all'azienda bresciana fino al termine della commercializzazione, nel 2010.
Nel 2000 l'azienda acquista dalla Scania uno stabilimento produttivo a Słupsk, vicino a Danzica, che verrà rivenduto in parte all'azienda svedese nel 2004.
Il 20 maggio 2010, in seguito ad un grave dissesto finanziario, l'azienda presenta la richiesta per la procedura di concordato preventivo che verrà poi rigettata decretando il fallimento della società che terminerà la produzione il 30 novembre 2011.
Dopo il fallimento sarà la Stefanelli S.p.A. ad ottenere il lotto della produzione e dei pezzi di ricambio.

## Produzione

### Autobus

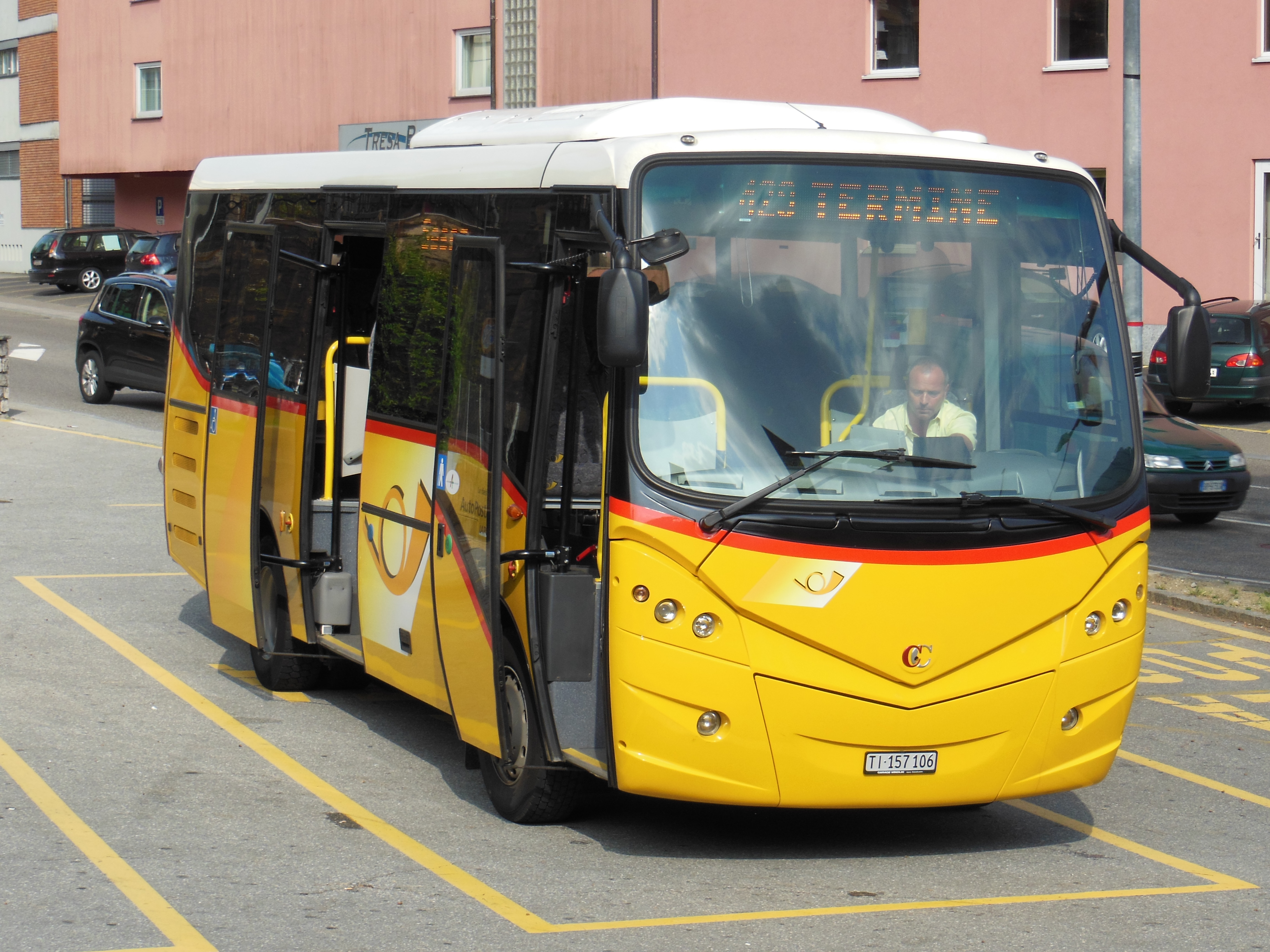
Cacciamali TCI 840 GT dell'AutoPostale a Ponte Tresa

- EuroPolis
- Proxys
- TCI 840
- TCI 970
- TCM 890

### Minibus

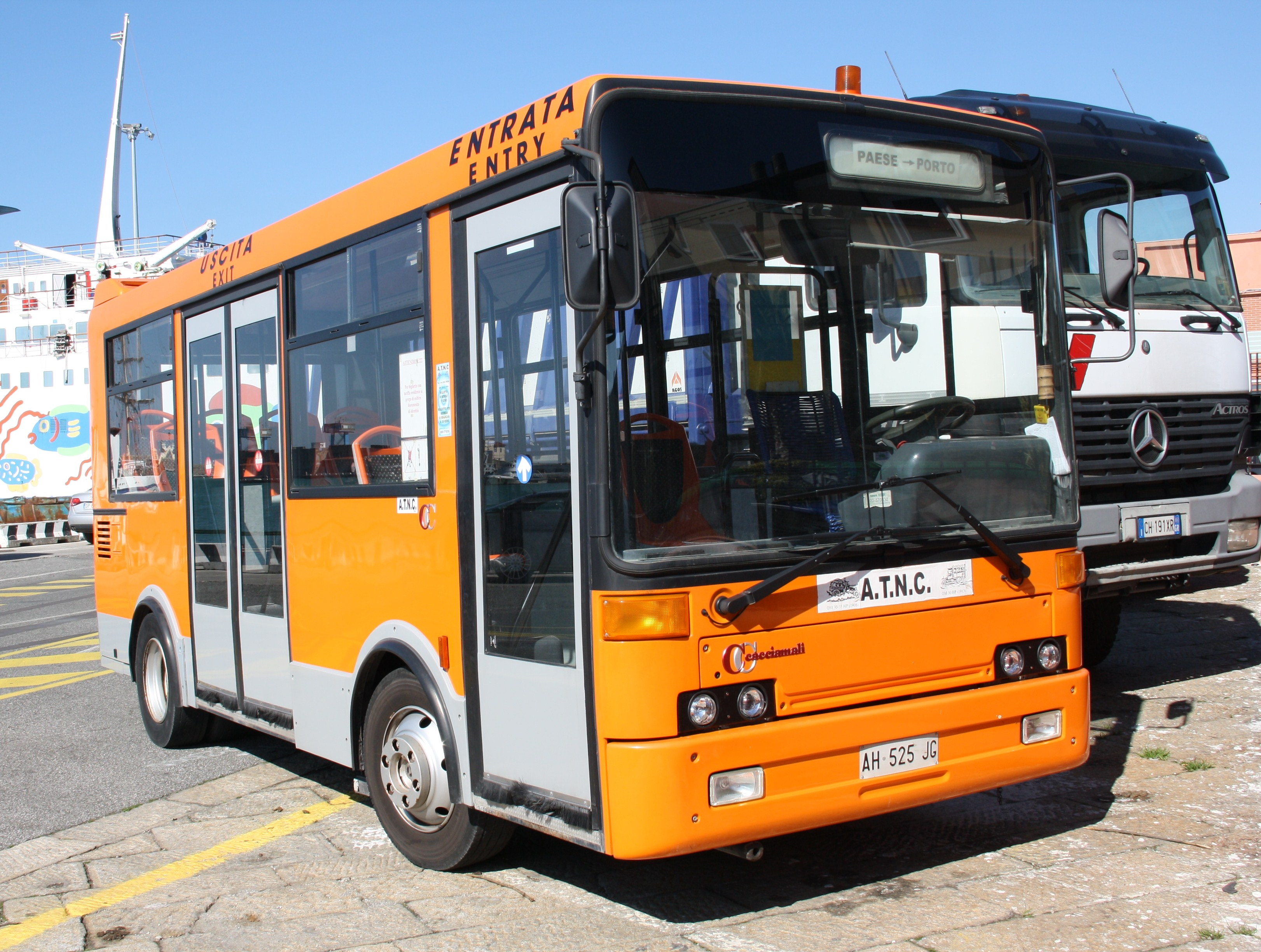
Cacciamali TCC 635 di ATNC a Capraia Isola

- Elfo
- Grifone
- TCC 635
- Tema
- Thesi
- Urby